# 尊卑分脈
『尊卑分脈』（そんぴぶんみゃく、旧字体：尊󠄁卑󠄀分󠄁脈󠄂、異体字で『尊卑分脉』とも）は、日本の初期の系図集。現題は『編纂本朝尊卑分脈図』（へんさんほんちょうそんぴぶんみゃくず）、改編の題名は『新編纂図本朝尊卑分脈系譜雑類要集』（しんへんさんずほんちょうそんぴぶんみゃくけいふざつるいようしゅう、旧字体：新編󠄁纂圖本朝󠄁尊󠄁卑󠄀分󠄁脈󠄂系譜󠄁雜類󠄀要󠄁集）、江戸時代の版本外題は『諸家大系図』（しょけおおけいず）。単に『大系図』（おおけいず）とも呼ばれる。

## 概要
南北朝時代後期に成立した。洞院公定が原撰し、洞院満季、洞院実煕らによって編集され、甘露寺親長、三条西実隆、中御門宣胤らが改訂増補した。南北朝時代の諸系図の集大成で、南北朝の動乱で社会秩序が破壊されたため、家柄を正そうとする意図で編纂されたと考えられる。室町時代以降、広く増補改訂されたため、異本が多く、30巻本・20巻本・14巻本が流布した。
構成は、尊すなわち帝王系図（散逸）と卑すなわち皇別（源氏・平氏・橘氏などの諸氏）と神別（藤原氏）の諸系図、諸道系図類（散逸）などから成る。帝王系図や神祇道系図など、一部分は散逸している。皇別は源氏、平氏、橘氏の順、神別藤原氏は北家（藤原房前の流）、南家（藤原武智麻呂の流）、式家（藤原宇合の流）、京家（藤原麻呂の流）の順、諸道系図は第一が神祇道、第二が四道（紀伝道・明経道・明法道・算道）、第三が医陰（医道・陰陽道）、第四が楽所（舞人・鳳笙・龍笛・篳篥）などの順とされる。『新訂増補国史大系』によれば、第一編は藤原北家の摂関家流のうち嫡流にあたる九条流をはじめ京極流、閑院流、坊門流、中御門流、持明院流、御子左流、花山院流、大炊御門流などの諸流を収め、第二編は摂関家から出た小野宮流と小一条流、北家の諸流に当たる日野流、勧修寺流、葉室流など、南家・式家・京家の諸流などを収める。第三編は皇別諸氏のうち嵯峨源氏、仁明源氏、文徳源氏、清和源氏、陽成源氏、光孝源氏、宇多源氏、醍醐源氏、村上源氏、花山源氏、三条源氏、後三条源氏、順徳源氏、後嵯峨源氏、後深草源氏、亀山源氏、後二条源氏、伏見宮など、第四編は皇別諸氏のうち桓武平氏、仁明平氏、光孝平氏、文徳平氏、橘氏、菅原氏、中臣氏、大江氏、高階氏、和気氏、安倍氏、紀氏などの系図をそれぞれ収める。なお、第四編所収の系図には略系図が多い。
現存する部分は源平藤橘のうち、いずれも長く宮廷社会の中枢にいた藤原・源の両氏に詳しい。直線で父系を結び、女性は后妃などごく一握りの人を除き「女子」と省略されている。系図に名の見える男性官人には、実名とともに生母・官歴・没年月日と享年の注記を含む略伝が付され、貴重である。平安時代および鎌倉時代に関する記載は一級史料として採用される。
ただし、当時の記録や公卿の日記に見える人物の名がなかったり、また逆に実在が疑わしい人物が記載されていたり、年代的におかしい部分もある等、一部信憑性に欠ける部分もあり、公定死後の部分や加筆された部分に関しては他の史料との整合性や比較批評が必要である。

## 集成叢書
『国史大系』は前田家所蔵本を底本とする。
- 黒板勝美、國史大系編修會 編『尊卑分脉』 第1篇（新装版）、吉川弘文館〈新訂増補 国史大系 第58巻〉、2001年1月1日。ISBN 4-642-00362-2。（オンデマンド版：2007年6月1日、ISBN 978-4-642-04061-7）
- 黒板勝美、國史大系編修會 編『尊卑分脉』 第2篇（新装版）、吉川弘文館〈新訂増補 国史大系 第59巻〉、2001年2月1日。ISBN 4-642-00363-0。（オンデマンド版：2007年6月1日、ISBN 978-4-642-04062-4）
- 黒板勝美、國史大系編修會 編『尊卑分脉』 第3篇（新装版）、吉川弘文館〈新訂増補 国史大系 第60巻上〉、2001年3月1日。ISBN 4-642-00364-9。（オンデマンド版：2007年6月1日、ISBN 978-4-642-04063-1）
- 黒板勝美、國史大系編修會 編『尊卑分脉』 第4篇（新装版）、吉川弘文館〈新訂増補 国史大系 第60巻下〉、2001年4月1日。ISBN 4-642-00365-7。（オンデマンド版：2007年6月1日、ISBN 978-4-642-04064-8）
- 黒板勝美、國史大系編修會 編『尊卑分脉索引』（新装版）吉川弘文館〈新訂増補 国史大系 別巻2〉、2001年5月1日。ISBN 4-642-00366-5。（オンデマンド版：2007年6月1日、ISBN 978-4-642-04065-5）

## デジタルアーカイブ
『故実叢書』では宮内省所蔵本を底本とする。
- 今泉定介 編『尊卑分脈』 第1巻、吉川弘文館〈故実叢書第3輯〉。doi:10.11501/991583。
- 今泉定介 編『尊卑分脈』 第2巻、吉川弘文館〈故実叢書第3輯〉。doi:10.11501/991584。
- 今泉定介 編『尊卑分脈』 第3巻、吉川弘文館〈故実叢書第3輯〉。doi:10.11501/991585。
- 今泉定介 編『尊卑分脈』 第4巻、吉川弘文館〈故実叢書第3輯〉。doi:10.11501/991586。
- 今泉定介 編『尊卑分脈』 第5巻、吉川弘文館〈故実叢書第3輯〉。doi:10.11501/991587。
- 今泉定介 編『尊卑分脈』 第6巻、吉川弘文館〈故実叢書第3輯〉。doi:10.11501/991588。
- 今泉定介 編『尊卑分脈』 第7巻、吉川弘文館〈故実叢書第3輯〉。doi:10.11501/991589。
- 今泉定介 編『尊卑分脈』 第8-第9巻、吉川弘文館〈故実叢書第3輯〉。doi:10.11501/991590。
- 今泉定介 編『尊卑分脈』 第10-第11巻、吉川弘文館〈故実叢書第3輯〉。doi:10.11501/991591。
- 今泉定介 編『尊卑分脈』 第12-第14巻、吉川弘文館〈故実叢書第3輯〉。doi:10.11501/991592。
- 今泉定介 編『尊卑分脈』 第15-第18巻、吉川弘文館〈故実叢書第3輯〉。doi:10.11501/991593。
- 今泉定介 編『尊卑分脈』 第19-第20巻、吉川弘文館〈故実叢書第3輯〉。doi:10.11501/991594。
- 『尊卑分脈索引』吉川弘文館、1924年11月15日。doi:10.11501/1182864。